# Preston Plucknett
Preston Plucknett är en stadsdel i Yeovil, i civil parish Yeovil, i enhetskommunen Somerset, i grevskapet Somerset, i England. Preston Plucknett var en civil parish fram till 1930 när blev den en del av Yeovil, Brympton och West Coker. Civil parish hade 591 invånare år 1921. Byn nämndes i Domedagsboken (Domesday Book) år 1086, och kallades då Prestetone.